# Oberschwäbische Barockstraße
| Oberschwäbische Barockstraße | Oberschwäbische Barockstraße     |
| ---------------------------- | -------------------------------- |
| Logo:                        |                                  |
| Land:                        | Deutschland Schweiz Österreich   |
| Länge:                       | 750 km                           |
| Grobeinordnung:              | Zwischen Ulm und St. Gallen (CH) |
| Bundesland:                  | Baden-Württemberg Bayern         |
| Region:                      | Oberschwaben                     |
| Verlaufsrichtung:            | Nord-Süd, Ost-West               |
| Beginn:                      | Ulm                              |
| Weitester Punkt:             | St. Gallen (CH)                  |
| Ende:                        | Ulm                              |
| Höhenlage:                   | 350 m bis 700 m ü. NHN           |

Die Oberschwäbische Barockstraße ist eine 1966 ins Leben gerufene rund 500 Kilometer lange Ferienstraße in Oberschwaben. Im Mittelpunkt der Ferienstraße stehen die weltlichen und sakralen Bauwerke der Barockzeit entlang der Straße. Die Erweiterungsrouten gehen rund um den Bodensee, teilweise durch die angrenzende Ostschweiz und das österreichische Bundesland Vorarlberg.

## Überblick
An dieser Ferienstraße liegen unter anderem:
- Ulm mit dem Ulmer Münster
- Kloster Wiblingen (Bibliothekssaal)
- Erbach (Donau) mit der St. Martinskirche
- Laupheim mit Stadtpfarrkirche St. Peter und Paul und Schloss Laupheim
- Biberach an der Riß mit der Pfarrkirche St. Martin
- Kloster Ochsenhausen
- Gutenzell mit der ehemaligen Reichsabtei Gutenzell und heutigen barocken Pfarrkirche St. Kosmas und Damian
- Steinhausen – Wallfahrtskirche St. Peter und Paul (häufig als „schönste Dorfkirche der Welt“ bezeichnet)
- Bad Schussenried – Kloster Schussenried mit Rokoko-Bibliothekssaal
- Aulendorf mit Schloss und Pfarrkirche St. Martin
- Obermarchtal, Klosteranlage mit Münster, oft auch „das kleine Versailles“ genannt.
- Bad Wurzach, Schloss mit prächtigem Barock-Treppenhaus
- Kressbronn am Bodensee
- Tettnang mit dem Barockschloss Montfort, genannt Neues Schloss (Tettnang)
- Langenargen (Barockkirche)
- Friedrichshafen am Bodensee mit dem ehemaligen Kloster Hofen („Schlosskirche“)
- Ravensburg mit mittelalterlichem Stadtkern und Klosterkirche im Stadtteil Weißenau
- Weingarten mit Klosteranlage und Basilika (mit der berühmten Gabler-Orgel)
- Eglofs – Barockkirche mit Rokokostuck
- Kloster Zwiefalten mit barockem Münster
- Meßkirch mit Renaissance-Schloss und Stadtkirche
- Sigmaringen mit dem Schloss Sigmaringen
- Wald mit dem barocken Kloster Wald der Zisterzienserinnen und der Klosterkirche mit Aichgasser-Orgel
- Überlingen mit dem mittelalterlichen Münster
- Meersburg mit der Burg Meersburg, der wahrscheinlich ältesten Burg Deutschlands
- Tannheim mit seiner frühbarocken Pfarrkirche St. Martin
- Memmingen mit seinem barocken Kreuzherrenkloster
- Kloster Buxheim mit dem Buxheimer Chorgestühl
- Kloster Ottobeuren
- Fürstäbtliche Residenz mit Basilika St. Lorenz in Kempten (Allgäu)
- Wallfahrtskirche Maria Steinbach in Legau mit zahlreichen Zeugnissen der Volksfrömmigkeit
- Kißlegg mit der Barockkirche St. Gallus und Ulrich, der Friedhofskapelle mit Fresken von Cosmas Damian Asam sowie dem Alten und Neuen Schloss
- Isny im Allgäu mit St.-Georgs-Kirche

### Einige Bilder der Sehenswürdigkeiten

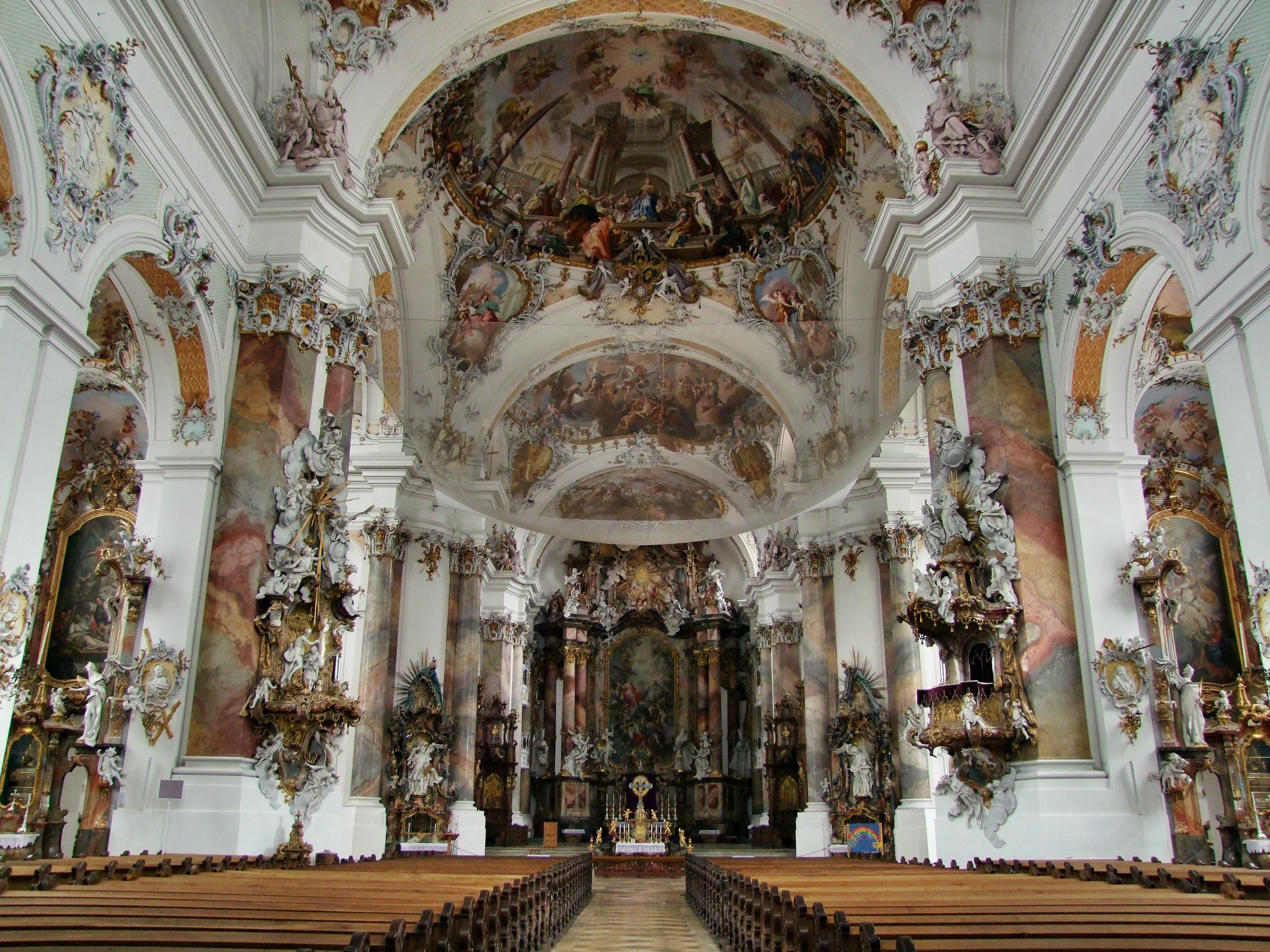
Päpstliche Basilika in Ottobeuren von 1750
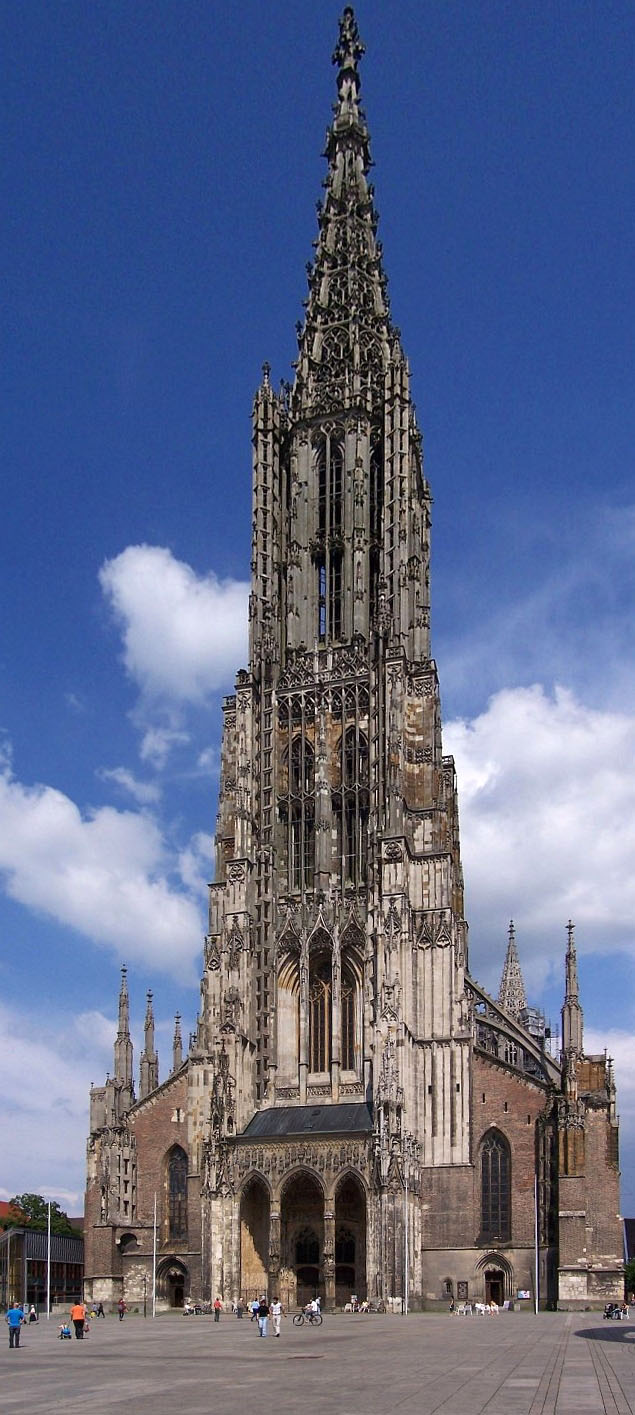
Ulmer Münster
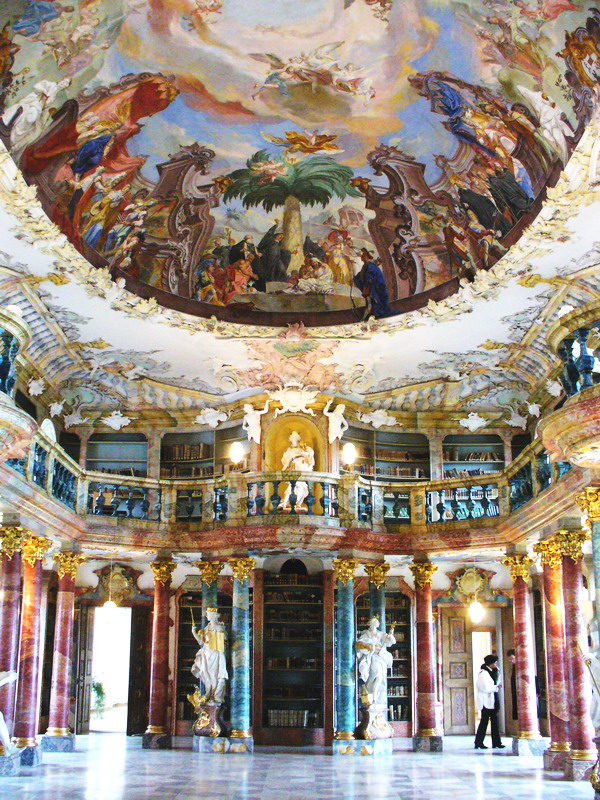
Kloster Wiblingen Bibliothekssaal
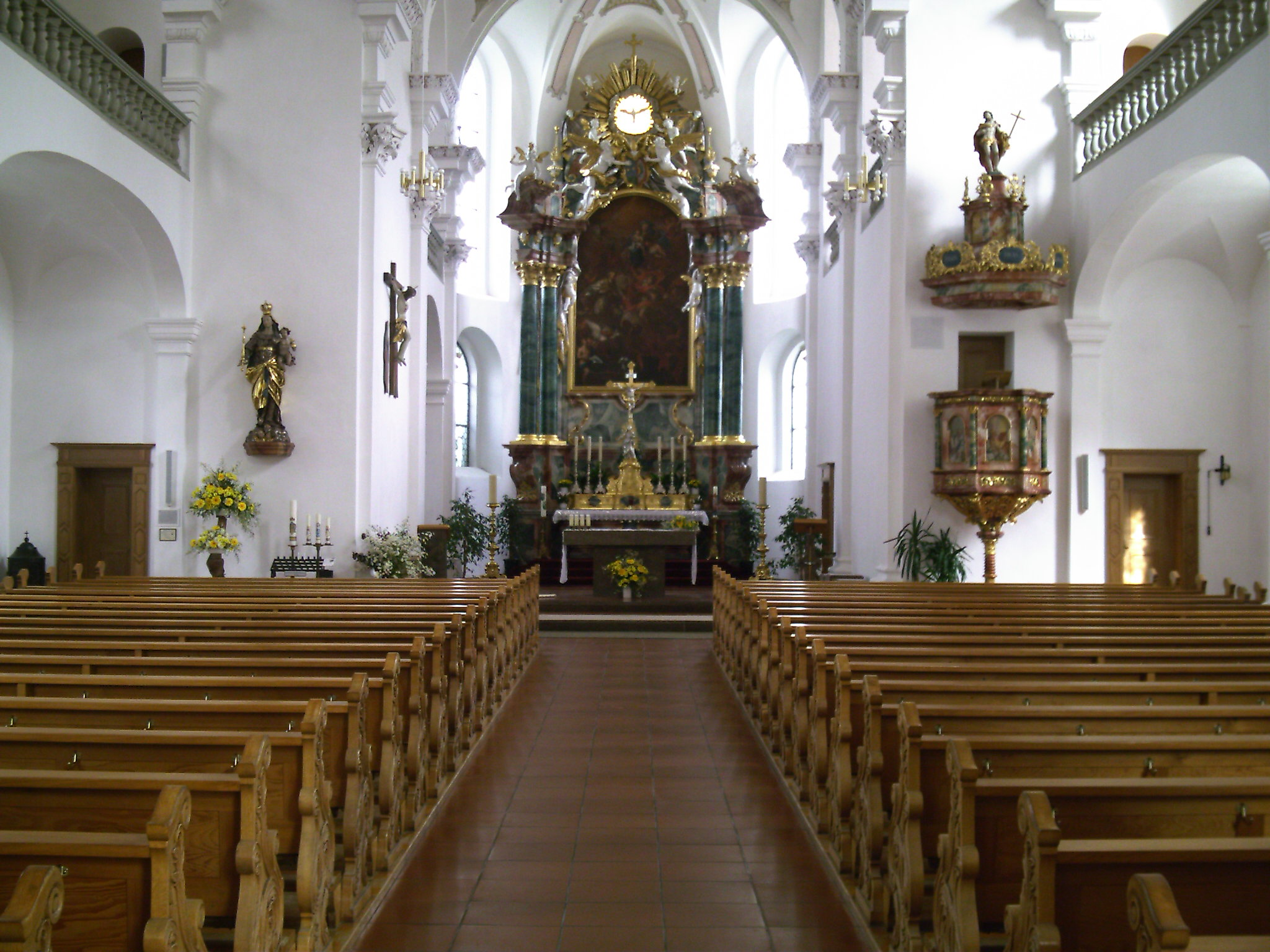
St. Martin in Tannheim (Frühbarock)
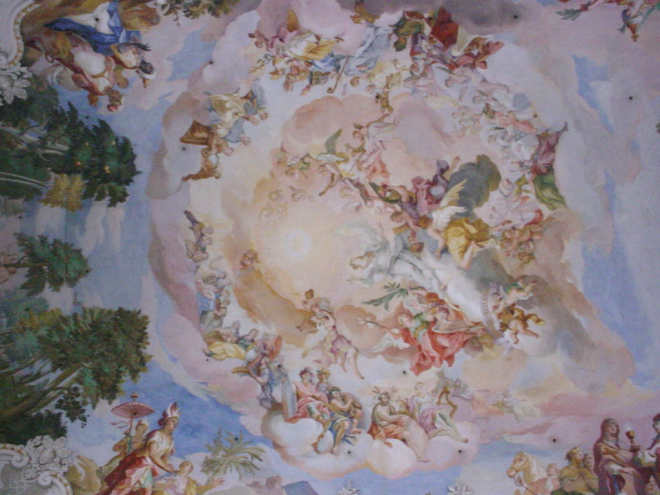
Decke der Wallfahrtskirche Steinhausen
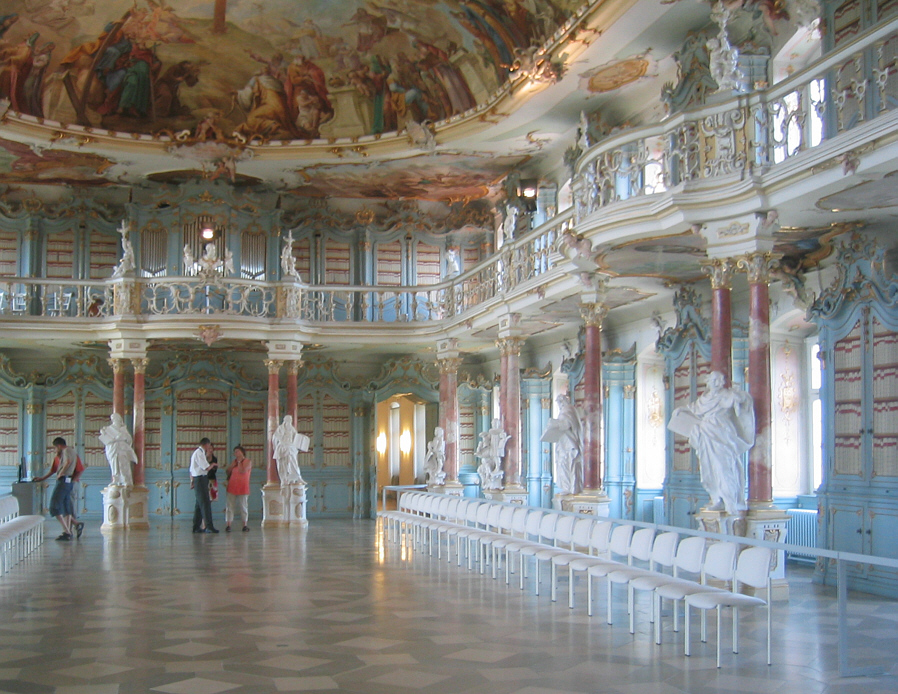
Kloster Schussenried, Bibliothekssaal
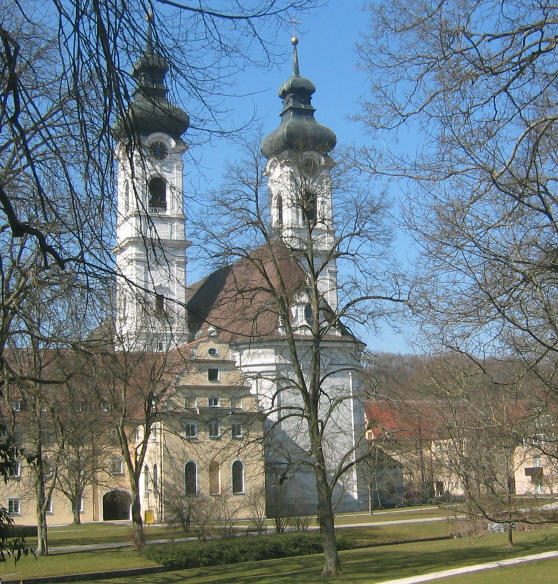
Kloster Zwiefalten
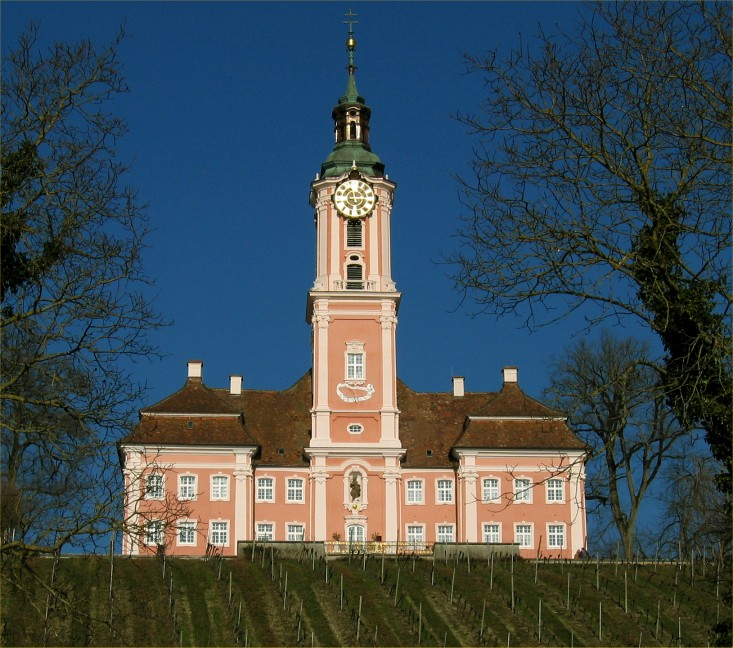
Wallfahrtskirche Birnau am Bodensee
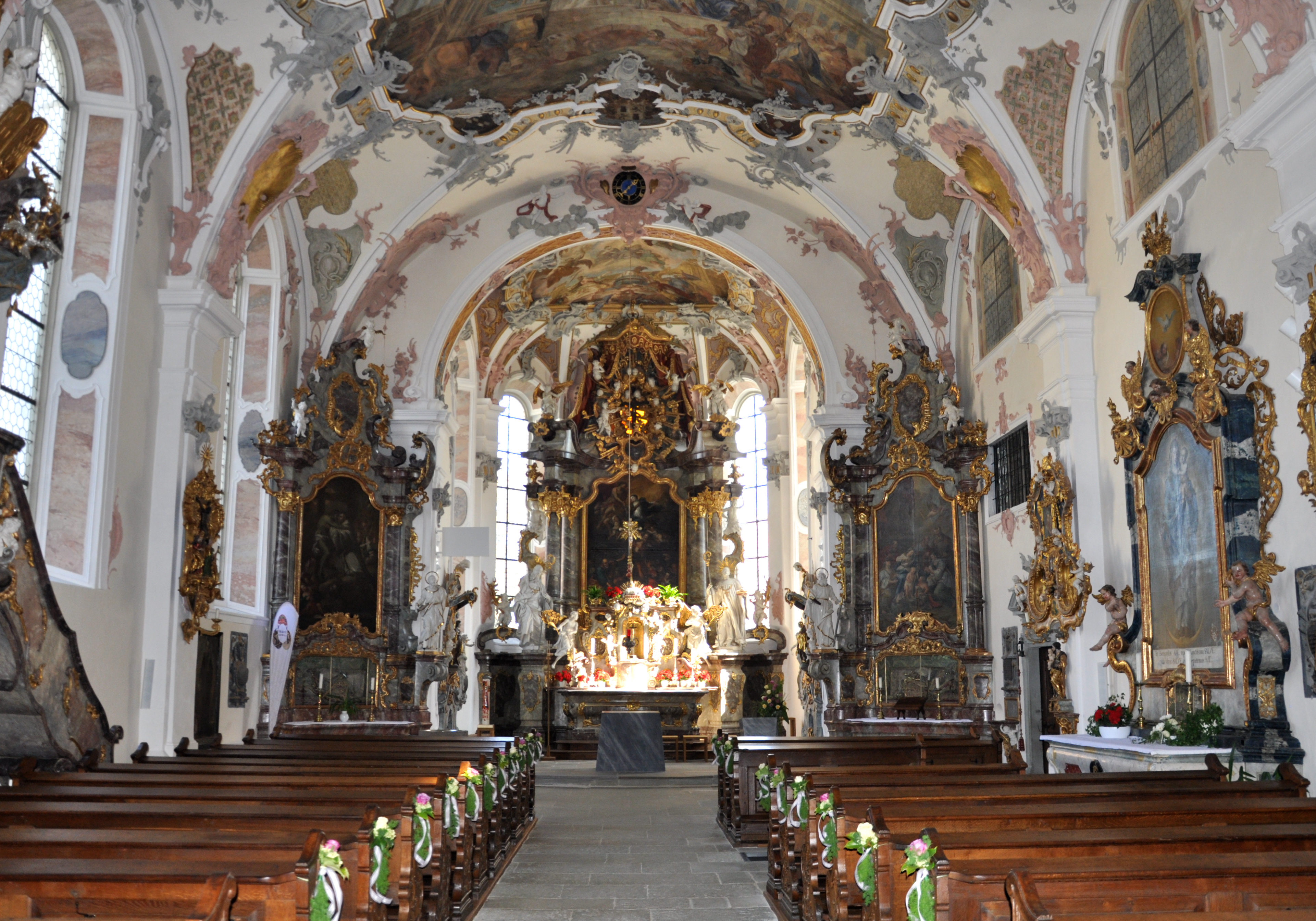
Kloster Wald mit Klosterkirche
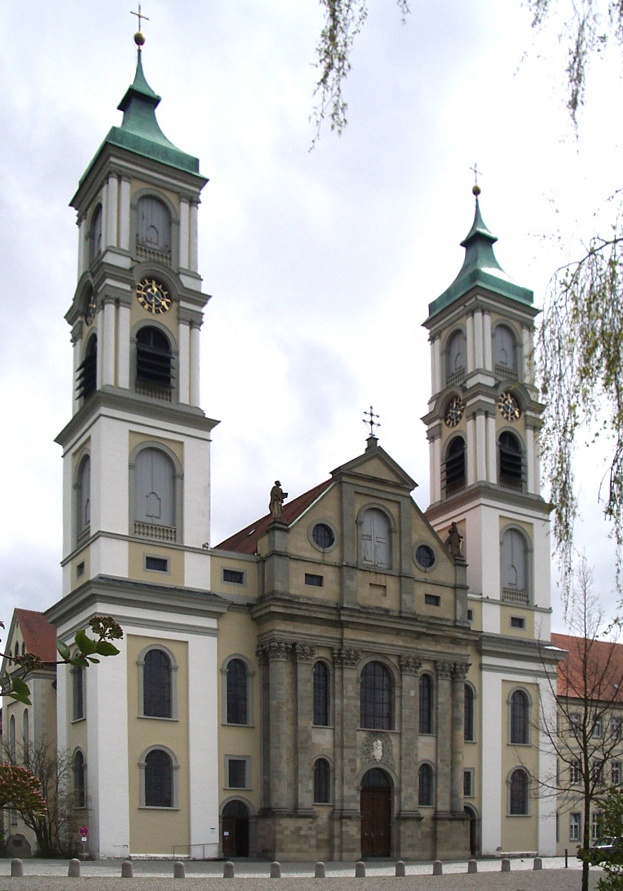
Klosterkirche Weißenau
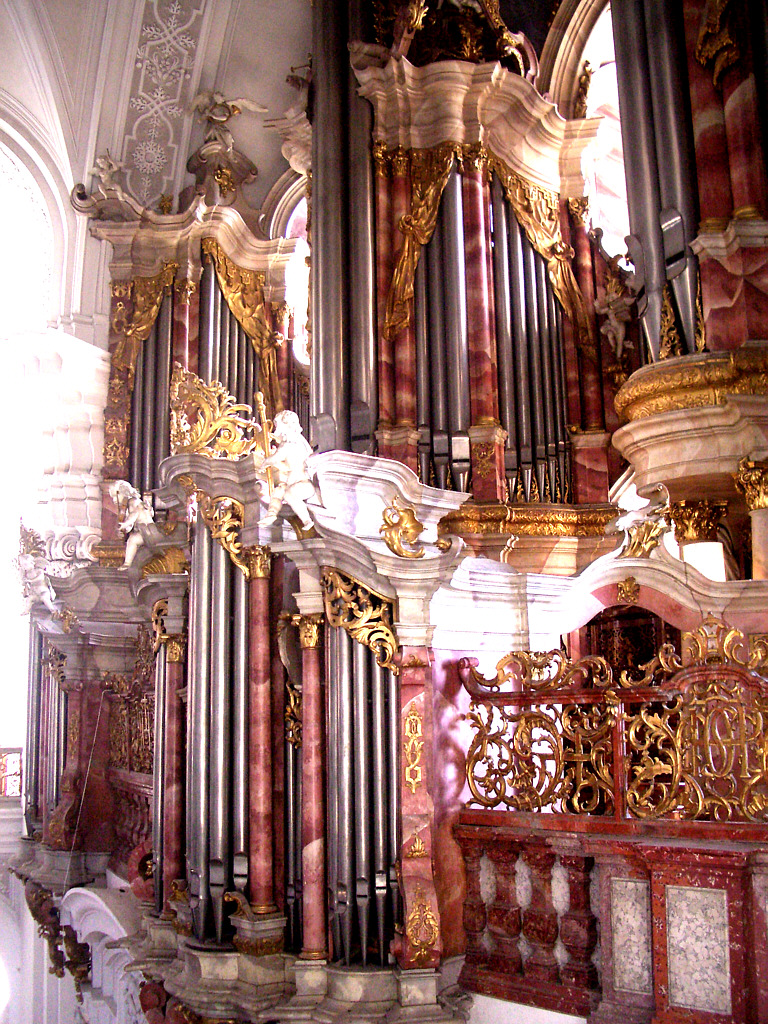
Gabler-Orgel in Weingarten
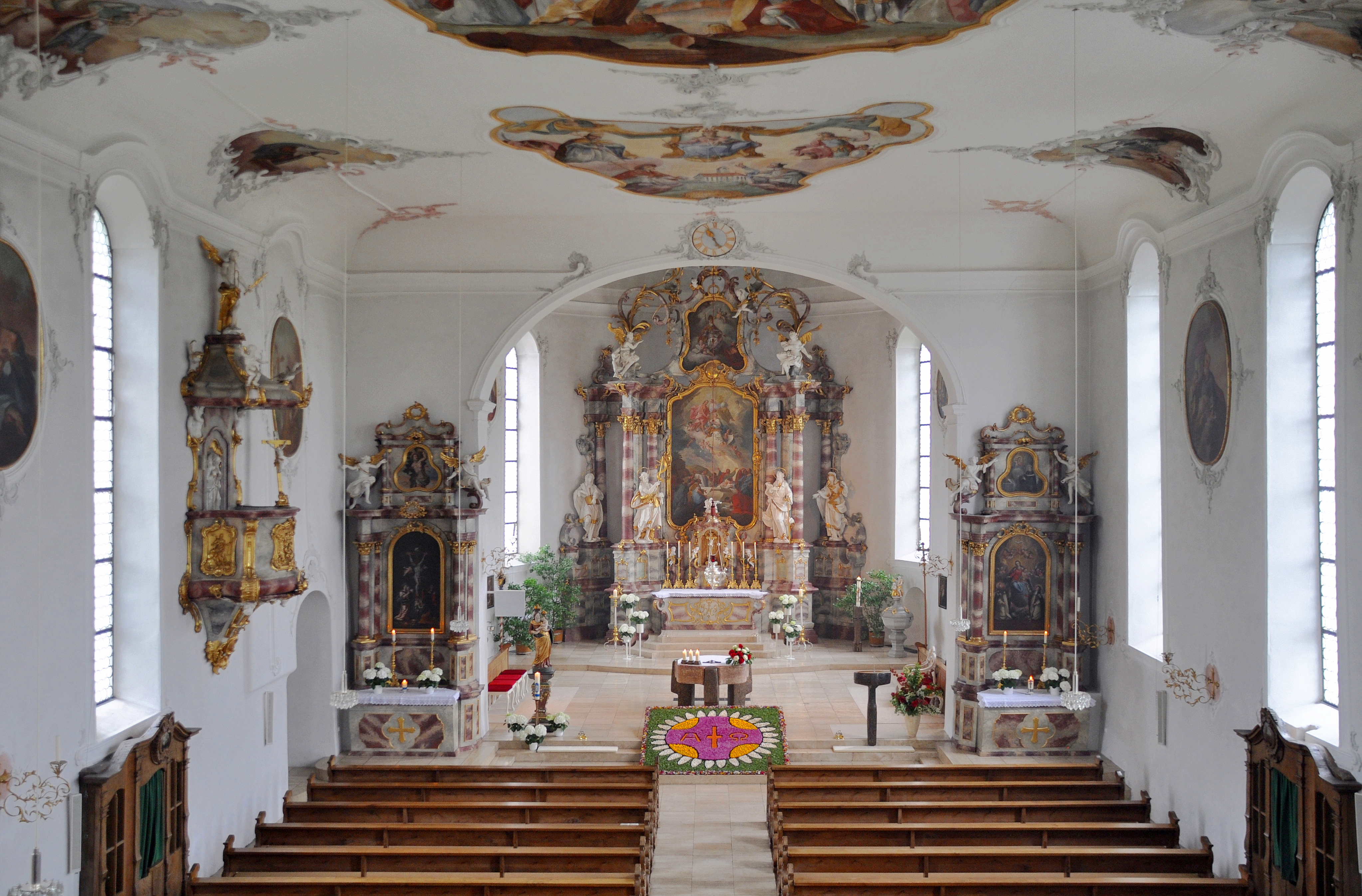
Kirche in Eglofs an Fronleichnam
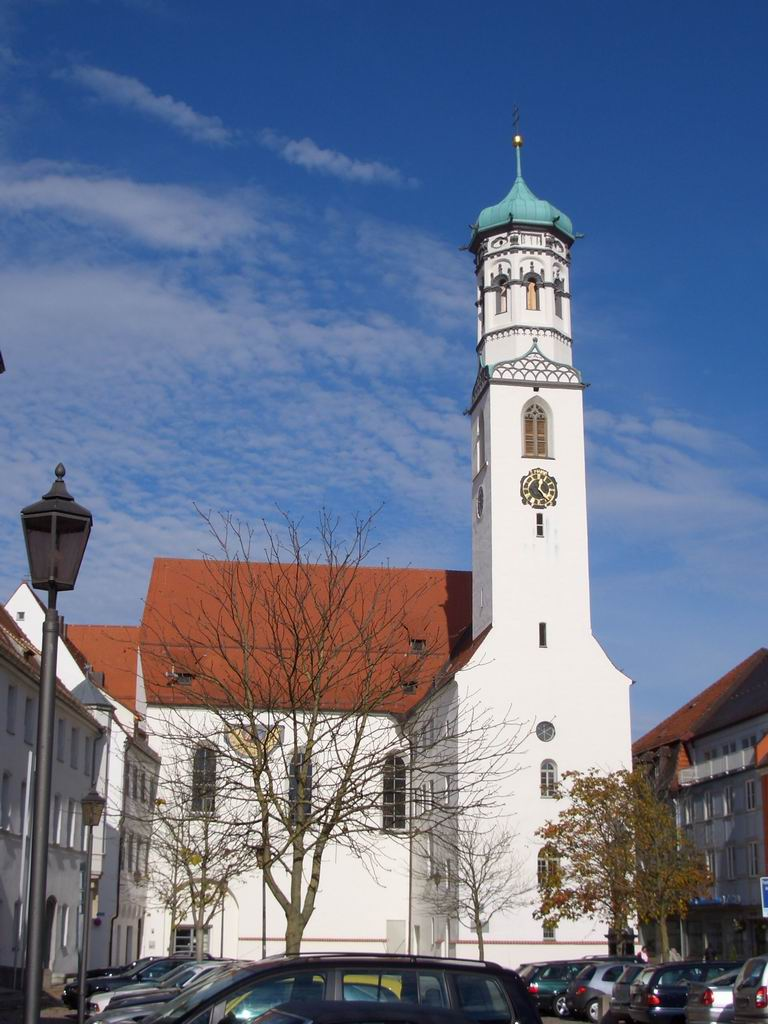
Das barocke Kreuzherrenkloster in Memmingen
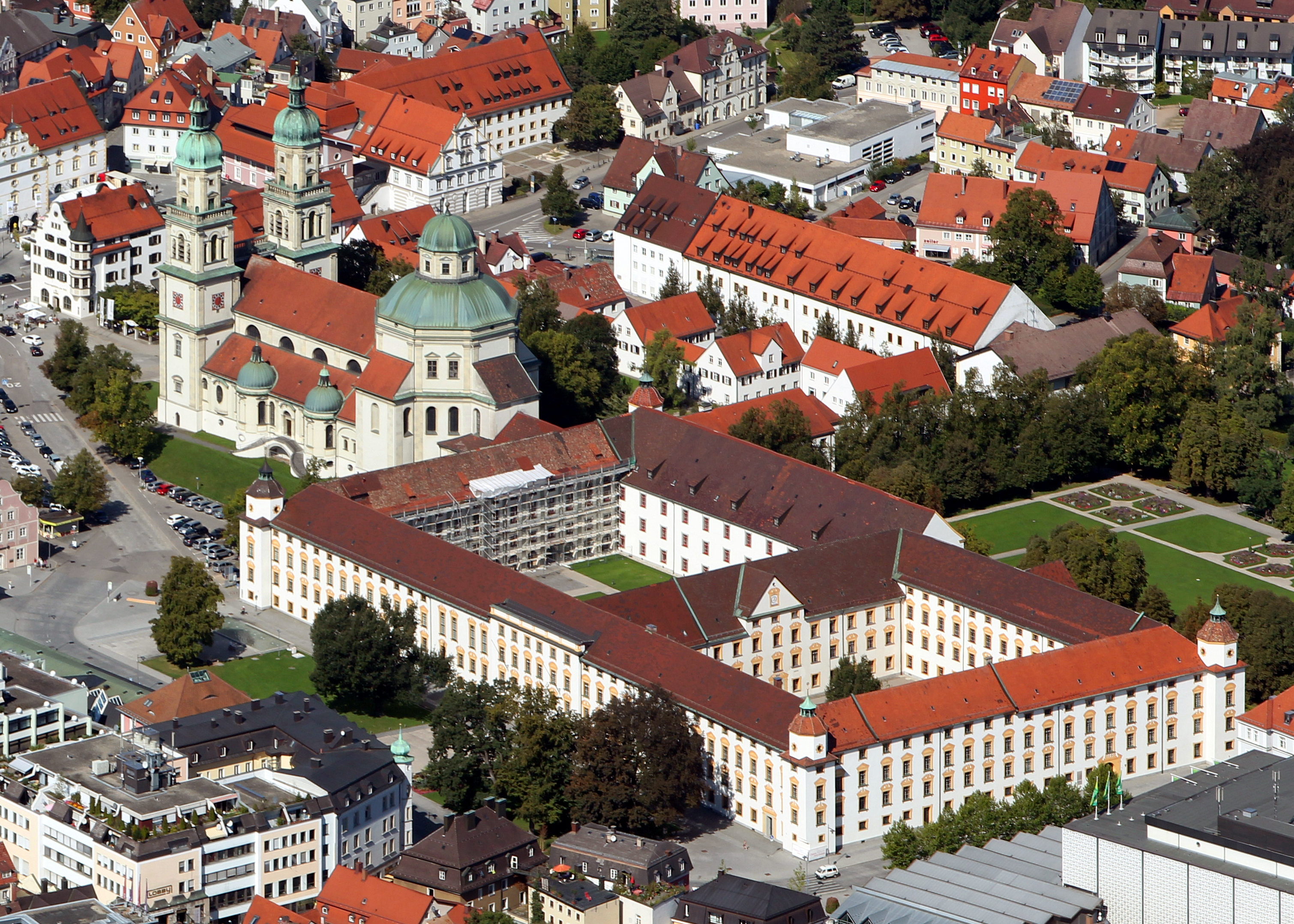
Die barocke Basilika St. Lorenz in Kempten, davor die Fürstäbtliche Residenz
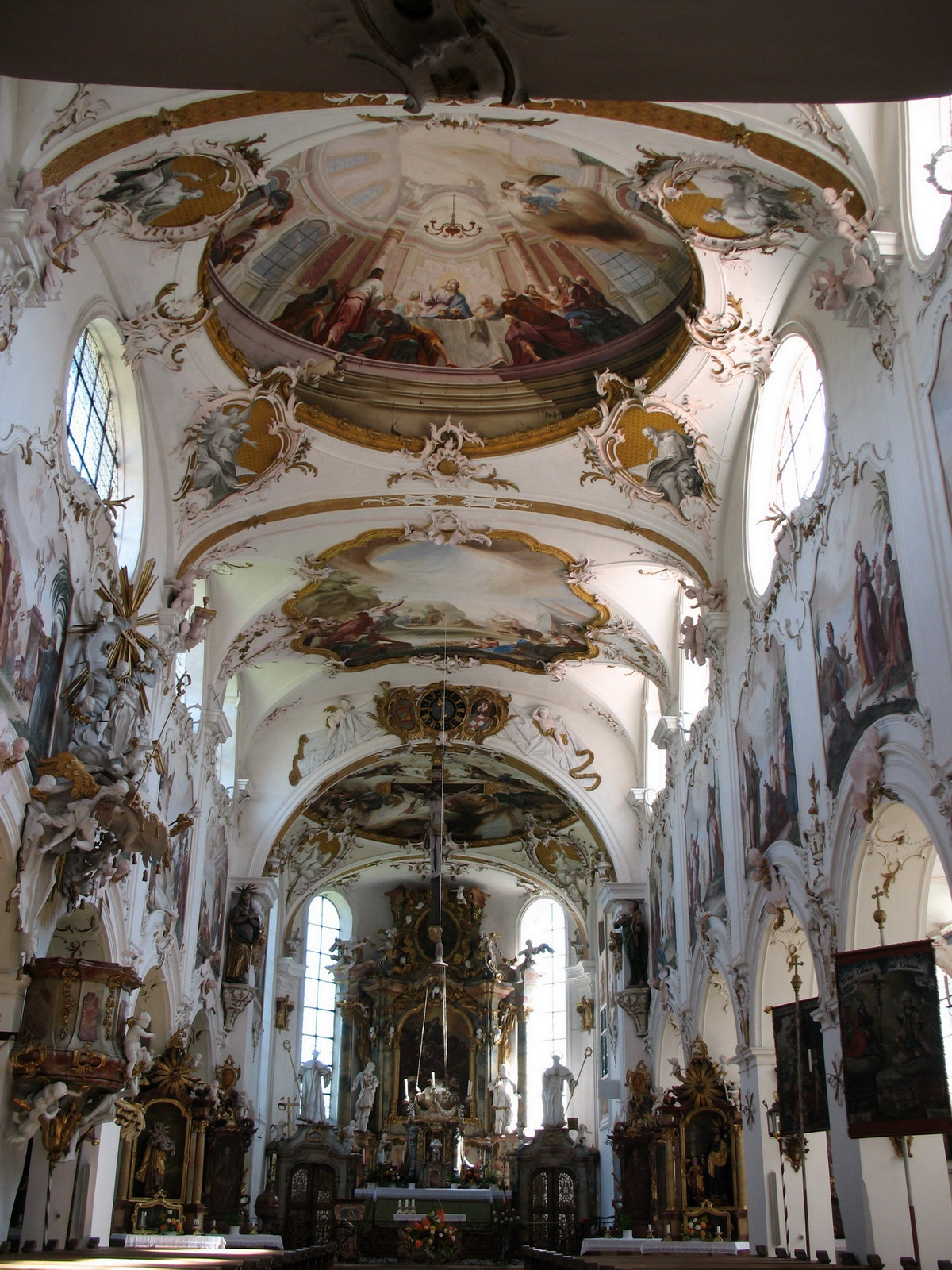
Innenansicht der Klosterkirche der ehemaligen Reichsabtei Gutenzell

Das Logo der Oberschwäbischen Barockstraße ist ein Putto, ein typisch barockes gelbes Engelchen auf grünem Grund, manchmal verbunden mit dem Schriftzug „Oberschwäbische Barockstraße zwischen Donau und Bodensee“.

## Routenübersicht

### Hauptroute
Ulm/Donau,
Ulm-Wiblingen,
Donaustetten,
Gögglingen,
Unterweiler,
Blaubeuren,
Erbach (Donau),
Donaurieden,
Ersingen,
Oberdischingen,
Öpfingen,
Gamerschwang,
Nasgenstadt,
Ehingen (Donau),
Munderkingen,
Obermarchtal,
Mochental,
Zell,
Zwiefalten,
Dürrenwaldstetten,
Daugendorf,
Unlingen,
Riedlingen,
Heudorf,
Kappel,
Bad Buchau,
Reichenbach,
Muttensweiler,
Steinhausen,
Bad Schussenried,
Otterswang,
Aulendorf,
Altshausen,
Ebenweiler,
Reute,
Bad Waldsee,
Baindt,
Weingarten,
Ravensburg,
Obereschach,
Gornhofen,
Weißenau,
Markdorf,
Friedrichshafen,
Eriskirch,
Eriskirch-Mariabrunn,
Langenargen,
Tettnang,
Tannau,
Wangen im Allgäu,
Deuchelried,
Argenbühl-Eglofs,
Isny im Allgäu,
Kißlegg,
Wolfegg,
Bergatreute,
Bad Wurzach,
Rot an der Rot,
Ochsenhausen,
Ummendorf,
Biberach an der Riß,
Reinstetten,
Gutenzell,
Schwendi,
Burgrieden,
Villa Rot,
Laupheim,
Baltringen,
Maselheim,
Bihlafingen,
Oberkirchberg,
Unterkirchberg

### Westroute
Riedlingen,
Altheim,
Heiligkreuztal,
Ertingen,
Herbertingen,
Bad Saulgau,
Sießen,
Habsthal, 
Mengen,
Scheer,
Bingen,
Sigmaringen,
Meßkirch,
Kloster Wald,
Pfullendorf,
Heiligenberg-Betenbrunn,
Deggenhausertal,
Weildorf,
Kloster Salem,
Überlingen,
Wallfahrtskirche Birnau,
Seefelden,
Baitenhausen,
Meersburg

### Südroute
Kressbronn am Bodensee,
Schleinsee am Schleinsee,
Wasserburg,
Lindau,
Bregenz,
Bildstein,
Dornbirn,
Hohenems,
Altstätten,
Trogen,
St. Gallen,
Arbon,
Romanshorn,
Münsterlingen,
Kreuzlingen,
Konstanz,
Mainau,
Meersburg

### Ostroute
Rot an der Rot,
Berkheim,
Bonlanden,
Binnrot,
Haslach,
Tannheim,
Buxheim (Schwaben),
Memmingen,
Ottobeuren,
Kempten (Allgäu),
Legau-Lehenbühl,
Bad Grönenbach,
Kronburg,
Maria Steinbach,
Legau,
Frauenzell,
Leutkirch im Allgäu,
Rötsee,
Kißlegg

## Bedeutende Künstler des oberschwäbischen Barock
- Cosmas Damian und Egid Quirin Asam, Maler
- Andreas Meinrad von Ow, Maler
- Johann Caspar Bagnato, Baumeister
- Franz Anton Bagnato, Baumeister
- Franz Beer, Architekt
- Johann Joseph Christian, Bildhauer und Stuckateur
- Jakob Emele, Baumeister
- Joseph Anton Feuchtmayer, Bildhauer und Stuckateur
- Johann Michael Feuchtmayer, Stuckateur
- Johann Georg Fischer, Baumeister
- Johann Michael Fischer, Baumeister
- Joseph Gabler, Orgelbauer
- Johann Nepomuk Holzhey, Orgelbauer
- Franz Martin Kuen, Maler
- Sebastian Sailer, Mönch und Mundartdichter
- Franz Xaver Schmuzer, Stuckateur
- Johann Schmuzer, Stuckateur
- Johann Georg Specht, Baumeister
- Franz Joseph Spiegler, Maler
- Fidel Sporer, Bildhauer
- Jacob Carl Stauder, Maler
- Peter Thumb, Baumeister
- Januarius Zick, Maler
- Johannes Zick, Freskomaler
- Dominikus Zimmermann, Baumeister und Stuckateur
- Johann Baptist Zimmermann, Maler und Stuckateur

Von den in nachbarocker Zeit in oberschwäbischen Klöstern tätigen Künstlern wurden die Maler der Beuroner Kunstschule und die Franziskanerin Maria Innocentia Hummel überregional bekannt.